# Dolichopoda linderi
Dolichopoda linderi — вид прямокрилих комах родини рафідофорид (Rhaphidophoridae). Вид є
троглодитом, тобто постійним мешканцем печер.

## Поширення
Вид зустрічається у печерах на півдні Франції у областях Лангедок та Руссільйон, а також в Каталонії на північному сході Іспанії.